# Sardomeryx oschiriensis
La sardomerice (Sardomeryx oschiriensis) è un mammifero artiodattilo estinto, di incerta posizione sistematica. Visse nel Miocene inferiore (Burdigaliano, circa 20 - 16 milioni di anni fa, e i suoi resti fossili sono stati ritrovati in Italia. È considerato il più antico ruminante insulare noto.

## Descrizione
Tutto ciò che si conosce di questo animale sono fossili di mascelle e mandibole con denti, ed è quindi impossibile determinarne l'aspetto. In ogni caso, sembra che Sardomeryx fosse un animale della taglia di una pecora o di un piccolo cervo, e che fosse probabilmente sprovvisto di corna e di collo lungo. Di certo i maschi di Sardomeryx possedevano due lunghi e forti canini superiori, mentre molari e premolari erano a corona alta. Tra le caratteristiche dentarie di questo animale si ricordano l'assenza di postprotocristide sui molari inferiori e la riduzione della fila dei premolari.

## Classificazione
Sardomeryx venne descritto per la prima volta nel 2008, sulla base di resti fossili frammentari (parte della dentatura superiore) provenienti dalla zona di Oschiri in Sardegna. Successivi ritrovamenti più completi, rinvenuti nella zona di Laerru (Sardegna), comprendenti anche la dentatura inferiore e premolari decidui, hanno permesso di definire meglio le relazioni filogenetiche di questo animale. Sembra che Sardomeryx fosse un membro dei Giraffomorpha, vicino all'origine della famiglia dei paleomericidi. E' possibile che Sardomeryx si sia originato nell'Europa sudoccidentale appena prima della separazione di Corsica e Sardegna dal resto del continente, all'inizio del Miocene, probabilmente da forme arcaiche come Bedenomeryx (il più antico giraffomorfo). Un giraffide rinvenuto in Sardegna in terreni più recenti, Umbriotherium, non sembrerebbe essere direttamente collegato a Sardomeryx ma sembrerebbe invece un membro di una radiazione di giraffidi successiva.

## Paleoecologia
Sardomeryx era caratterizzato da una condizione particolare della dentatura (denti a corona alta, assenza di postprotocristide, fila dei premolari accorciata) tipica dei ruminanti che vivono in terreni aridi nelle zone insulari. Queste caratteristiche erano già presenti, seppur in misura ridotta, anche in Bedenomeryx, un ruminante continentale.